# Günay Karacaoğlu
Günay Karacaoğlu (Kayseri, 13 marzo 1971) è un'attrice turca.

## Biografia
Nata nel 1971 a Kayseri, Günay Karacaoğlu è terza ed ultima di tre figli. Nel 1976, all'età di cinque anni, si è trasferita con la famiglia a Istanbul. Durante gli anni del liceo ha preso parte alla compagnia teatrale scolastica. Nel 1991 si è iscritta presso il Müjdat Gezen Art Center, dove nel 1995, al termine degli studi ha conseguito la laurea.
Nel 1994 ha debuttato sul piccolo schermo nella serie Şehnaz Tango. Nel 2001 e nel 2002 ha ottenuto un ruolo nella serie Yeditepe İstanbul. Nel 2010 e nel 2011 ha interpretato il ruolo di Gülnaz nella serie Gönülçelen e nel 2012 quello di Akrep nella serie 20 Dakika. Nel 2021 è stata scelta per interpretare il ruolo di Zümrüt Korfalı nella serie Love, Reason, Get Even (Aşk Mantık İntikam).

## Vita privata
Dal 1993 al 2004 è stata sposata con l'attore Şevket Çoruh, dal quale ha avuto una figlia, nata nel 1997. Dal 2022 è sposata con il produttore cinematografico Cengiz Çağatay.

## Filmografia

### Cinema
- Kahpe Bizans, regia di Gani Müjde (1997)
- Abuzer Kadayıf, regia di Tunç Başaran (2000)
- İnşaat, regia di Ömer Vargı (2003)
- Dünyayı Kurtaran Adam'ın Oğlu, regia di Kartal Tibet (2006)
- Osmanlı Cumhuriyeti, regia di Gani Müjde (2008)
- Çakallarla Dans 3: Sıfır Sıkıntı, regia di Murat Şeker (2014)
- İnşaat 2, regia di Ömer Vargı (2014)
- Yaşamak Güzel Şey, regia di Müfit Can Saçıntı (2017)
- Dede Korkut Hikayeleri: Deli Dumrul, regia di Burak Aksak (2017)
- Cingöz Recai: Bir Efsanenin Dönüşü, regia di Onur Ünlü (2017)
- Ailecek Şaşkınız, regia di Selçuk Aydemir (2018)
- Evlat Olsa Sevilmez, regia di Cüneyt İnay (2022)
- Sevda Mecburi İstikamet, regia di Çağan Irmak (2023)

### Televisione
- Şehnaz Tango – serie TV, 1 episodio (Show TV, 1994)
- Köşe Kapmaca – serie TV (ATV, 1996)
- Hayvanlara Dokunduk – serie TV (1996)
- Üzgünüm Leyla – serie TV (TRT 1, 2000)
- Bizim Otel – serie TV, 3 episodi (ATV, 2001)
- Yeditepe İstanbul – serie TV, 47 episodi (TRT 1, 2001-2002)
- Bayanlar Baylar – serie TV, 13 episodi (Kanal D, 2002)
- Beşibiryerde – serie TV (Kanal D, 2002)
- Yarım Elma – serie TV, 3 episodi (Kanal D, Show TV, 2002-2003)
- Hayat Bilgisi – serie TV, 21 episodi (Kanal D, 2003)
- Kısmet – serie TV (Kanal D, 2005)
- Düş Yakamdan – serie TV (Fox, 2007)
- Aşkım Aşkım – serie TV (Kanal 1, 2008)
- Hemşire Meri – serie TV (Kanal 1, 2008)
- Gönülçelen – serie TV, 56 episodi (ATV, 2010-2011)
- İstanbul'un Altınları – serie TV, 7 episodi (ATV, 2011)
- 20 Dakika – serie TV, 25 episodi (Star TV, 2012)
- Avrupa Avrupa – serie TV, 89 episodi (TRT 1, 2013)
- Roman Havası – serie TV (Show TV, 2014-2015)
- Hayati ve Diğerleri – serie TV, 6 episodi (Kanal D, 2017-2018)
- Gençliğim Eyvah – serie TV, 17 episodi (ATV, 2020)
- Bir Yeraltı Sit-Com'u – serie TV, 10 episodi (Exxen, 2021)
- Love, Reason, Get Even (Aşk Mantık İntikam) – serie TV, 42 episodi (Fox, 2021-2022)
- Korkma Ben Yanındayım – serie TV, 7 episodi (Now, 2024)

## Teatro
- Basit Bir Ev Kazası (2008)
- Aşk Ölsün (2017)
- Bir Baba Hamlet (2017)
- Artiz Mektebi (2017)
- Don Kişot'um Ben (2018)

## Doppiatrici italiane
Nelle versioni in italiano dei suoi film e delle sue serie TV, Günay Karacaoğlu è stata doppiata da:
- Patrizia Burul[20] in Love, Reason, Get Even[21]

## Riconoscimenti
- İsmet Küntay Tiyatro Awards
  - 2017: Vincitrice come Miglior attrice per lo spettacolo teatrale Aşk Ölsün[8]
- Direklerarası Tiyatro Awards
  - 2018: Vincitrice come Attrice dell'anno per lo spettacolo teatrale Artiz Mektebi[8]
- Sadri Alisik Theatre and Cinema Awards
  - 2019: Candidata come Miglior attrice in un musical o commedia[22]
- Üstün Akmen Tiyatro Awards
  - 2019: Vincitrice come Attrice dell'anno per lo spettacolo teatrale Don Kişot'um Ben[8]
- Pantene Golden Butterfly Awards
  - 2021: Vincitrice come Miglior attrice in una serie comica per Gençliğim Eyvah[23]